# Isla Cypress (Washington)

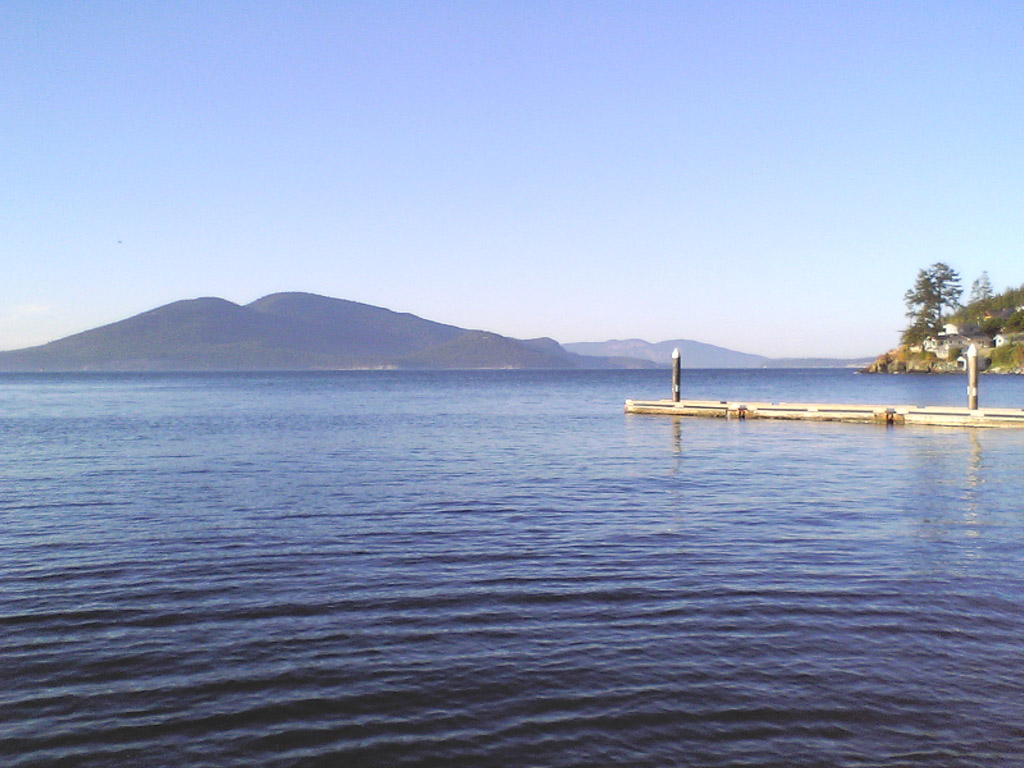
Isla Cypress

La isla Cypress  es una isla del archipiélago de las islas San Juan, situadas en el estrecho de Georgia. Pertenecen al estado de Washington, Estados Unidos.
La isla posee un área de 16,124 km² y una población de 40 personas, según el censo de 2000. Es la parte más occidental del condado de Skagit. El Departamento de Estado de Recursos Naturales controla una zona declarada reserva natural. Ciprés posee grandes bosques y tiene un sistema de senderos que unen las partes de la isla. En el centro de la isla se encuentra un lago. La isla es un destino popular para personas que se desplazan a la misma en kayak y que acampan en ella, debido a su relativa proximidad a la costa continental